# ناحیه ماگورا
ناحیه ماگورا (به لاتین: Magura District) یک ناحیه در بنگلادش است که در استان کولنا واقع شده‌است.

## خصوصیات
ناحیه ماگورا ۱٬۰۴۸٫۶۱ کیلومترمربع مساحت و ۹۱۸٬۴۱۹ نفر جمعیت دارد.